# Riesia
Candidatus Riesia (oder informell kurz Riesia) ist eine vorgeschlagene Gattung von γ-Proteobakterien in der Familie Enterobacteriaceae.
Die Vertreter dieser Kandidatengattung sind symbiotische Bakterien im Gewebe verschiedener Tierläuse von Primaten, insbesondere der menschlichen Kopf- und Kleiderlaus. Sie leben dort als Endocytobionten (intrazelluläre Symbionten) in speziellen Zellen (den Bakteriozyten) in der sog. „Magenscheibe“ (englisch stomach disc) auf der Bauchseite des Mitteldarms der Läuse (Bakteriom). Allerdings gilt das nur für Nymphen und erwachsene (adulte) Männchen, bei adulten Weibchen befinden sich die Bakteriozyten in den seitlichen Eileitern und am hinteren Pol der Eizellen (Oozyten), müssen also dorthin gewandert sein.
Wenn sich eine weibliche Laus dem fortpflanzungsfähigen Alter nähert, verlassen Riesia-Zellen die Magenscheibe und wandern in das Fortpflanzungsgewebe (Eileiter etc.) der Laus. Hier dringt Ca. Riesia in die sich entwickelnden Läuseeier ein und ermöglicht so die  vertikale Übertragung von Ca. Riesia auf die nächste Lausgeneration.
Ca. Riesia ist am Stoffwechsel lebenswichtiger Vitamine beteiligt, die die Läuse nicht über ihre Nahrung (Blut) aufnehmen und nicht selbst synthetisieren können. Die Rolle von Ca. Riesia im Vitaminstoffwechsel wurde von Otto Puchta bereits 1955 beschrieben.
Weitere Details findet man auf der Webseite des Boyd Lab.

## Genom
Das Genom von Ca. Riesia ist klein im Vergleich zu den eng verwandten Colibakterien (Escherichia coli).
Die Gene für den Vitaminstoffwechsel finden sich dabei nicht im eigentlichen Bakterienchromosom, sondern auf einem Plasmid.
Eine molekularphylogenetische Analyse der 16S-rRNA-Gensequenzen zeigte, dass die Symbionten eine klar definierte Verwandtschaftsgruppe (Klade) innerhalb der Gammaproteobakterien bildeten, für die der Rang einer Gattung mit der Bezeichnung Candidatus Riesia vorgeschlagen wurde.
Die Endosymbionten der menschlichen Kopf- und Kleiderlaus bilden vorschlagsgemäß eine Spezies mit der Bezeichnung Ca. Riesia pediculicola.
Das Vorhandensein des Plasmids in verschiedenen Arten von Ca. Riesia lässt darauf schließen, dass das Plasmid bis zu 25 Millionen Jahre alt ist.

## Symbiose
Die Kleiderlaus (je nach Taxonomie als Art Pediculus humanus oder als Unterart Pediculus humanus humanus), die Kopflaus (Pediculus capitis bzw. Pediculus humanus capitis) und anderen Tierläuse als Wirte der Riesia-Bakterien benötigen zum Leben und für ihre Reproduktion Vitamin B5 (Pantothensäure). Dieses liefern ihnen die Riesia-Endosymbionten. Insbesondere alle Menschenläuse sind daher von diesem Bakterium abhängig, was Ansatzpunkte für eine Bekämpfung der Läuse liefern kann, falls die herkömmliche Behandlung nicht zum Erfolg führt.

## Evolution der Bakterien, Läuse und Menschen
Die einträgliche symbiotische Beziehung zwischen Tierläusen und Riesia-Bakterien besteht bereits seit Millionen von Jahren. Aufgrund der molekulargenetischen Untersuchungen wurde der genetische Abstand zwischen den Riesia-Endosymbionten von Menschen- und Schimpansenläusen ermittelt. Man schätzt, dass deren Abstammungslinien sich vor 5,6 Millionen Jahren trennten. Das liefert dann einen Hinweis für den Zeitpunkt der Trennung der Abstammungslinien der Läuse und schließlich auch für den Zeitpunkt der der Abstammungslinien von Mensch und Schimpanse.
Die Evolutionsrate der Nukleotidsubstitution bei Riesia wurde dabei auf 0,67 % pro Million Jahre geschätzt. Das ist 15 – 30 Mal schneller ist als frühere Schätzungen, etwa für Buchnera, den primären bakteriellen Endosymbionten in Blattläusen ergaben.

## Arten
Die hier angegebene Taxonomie der Gattung Riesia basiert mit Stand 7. März 2022 auf den folgenden Quellen:
- L – List of Prokaryotic names with Standing in Nomenclature (LPSN), Deutsche Sammlung von Mikroorganismen und Zellkulturen (DSMZ)[7]
- N – National Center for Biotechnology Information (NCBI, Taxonomy Browser)[8]

Mit Anführungszeichen veröffentlichte Namen von Taxa sind nicht gültig veröffentlicht:
Familie: Enterobacteriaceae Rahn 1937 (L,N)
- Gattung: Candidatus Riesia Sasaki-Fukatsu et al. 2006 (L,N), äquivalent: Riesia (N)[1]
  - Spezies: „Candidatus Riesia pediculicola“ Sasaki-Fukatsu et al. 2006  (L,N), äquivalent: Riesia pediculicola (N)[1] – Typus (L)
    - Stamm: Candidatus Riesia pediculicola USDA (N)

  - Spezies: „Candidatus Riesia pediculischaeffi“ Allen et al. 2007  (L,N), äquivalent: Riesia pediculischaeffi (N)[6][9]
    - Stamm: Candidatus Riesia pediculischaeffi PTSU (N)

  - Spezies „Candidatus Riesia pthiripubis“ Allen et al. 2007  (L,N), äquivalent: Riesia pthiripubis (N)[6]
    - Stamm: Candidatus Riesia pthiripubis HPNA (N)[10]

## Etymologie
Der Gattungsname Riesia ist benannt nach Erich Ries, der das System der endosymbiotischen Bakterien bei Läusen erstmals umfassend untersucht hat.
Während seiner Doktorandenausbildung veröffentlichte Ries Anfang/Mitte der 1930er Jahre mehrere Arbeiten über Symbiosen zwischen Läusen und Bakterien. Diese Arbeiten sind in den Ausgaben 1953 und 1965 des Buches „Endosymbiose von Tieren mit pflanzlichen Mikroorganismen“ von Paul Buchner ausführlich beschrieben.
Erich Ries starb am 29. März 1944, drei Jahre nachdem er Professor für Zoologie an der Universität Münster geworden war.
- Das Art-Epitheton pediculicola bezieht sich auf die Gattung Pediculus humanus (Kopf- und Kleiderlaus), in deren Stamm NIID diese Bakterien als Endosymbionten gefunden wurden.[7]
- Das Art-Epitheton pediculischaeffi verweist auf die Schimpansenlaus (Pediculus schaeffi), deren primärer Endosymbiont diese Bakterien sind.[7]
- Das Art-Epitheton pthiripubis verweist auf die Filzlaus (Pthirus pubis), deren Endosymbiont diese Bakterien sind.[7]